# Thomas Chandler Thacher

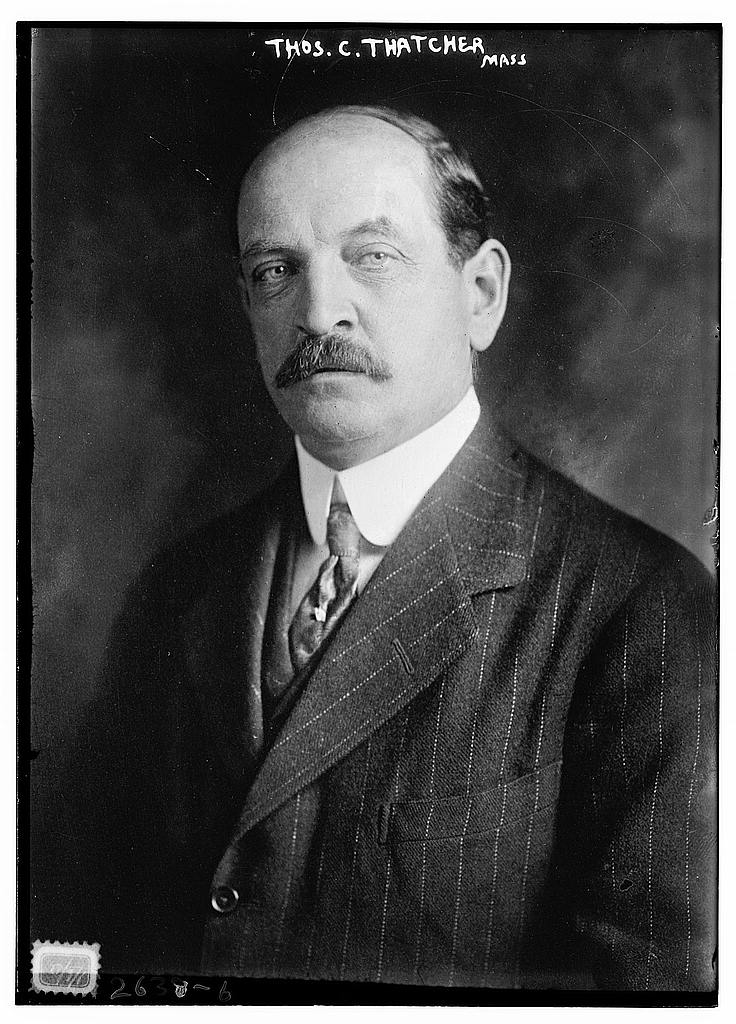
Thomas Chandler Thacher

Thomas Chandler Thacher (* 20. Juli 1858 in Yarmouth Port, Barnstable County, Massachusetts; † 11. April 1945 in Boston, Massachusetts) war ein US-amerikanischer Politiker. Zwischen 1913 und 1915 vertrat er den Bundesstaat Massachusetts im US-Repräsentantenhaus.

## Werdegang
Thomas Thacher besuchte die öffentlichen Schulen seiner Heimat und danach bis 1878 die Adams Academy in Quincy. Daran schloss sich bis 1882 ein Studium an der Harvard University an. Danach arbeitete er in Boston in der Wollindustrie. Außerdem wurde er Präsident der landwirtschaftlichen Vereinigung im Barnstable County und der Cape Cod Pilgrim Memorial Association. Überdies war er Vorsitzender der Planungskommission der Gemeinde Yarmouth Port. Politisch wurde er Mitglied der Demokratischen Partei.
Bei den Kongresswahlen des Jahres 1912 wurde Thacher im 16. Wahlbezirk von Massachusetts in das US-Repräsentantenhaus in Washington, D.C. gewählt, wo er am 4. März 1913 die Nachfolge von Mark Langdon Hill antrat. Da er im Jahr 1914 nicht bestätigt wurde, konnte er bis zum 3. März 1915 nur eine Legislaturperiode im Kongress absolvieren. Im Jahr 1913 wurden der 16. und der 17. Verfassungszusatz ratifiziert.
Nach dem Ende seiner Zeit im US-Repräsentantenhaus nahm Thomas Thacher seine früheren Tätigkeiten wieder auf. Außerdem verfasste er Abhandlungen über wirtschaftliche Themen. Er starb am 11. April 1945 in Boston und wurde in seinem Heimatort Yarmouth Port beigesetzt.